# Maksym Biłyk
Maksym Wałerijowycz Biłyk, ukr. Максим Валерійович Білик (ur. 10 czerwca 1990 w obwodzie iwanofrankowskim) – ukraiński piłkarz, grający na pozycji obrońcy.

## Kariera piłkarska

### Kariera klubowa
Wychowanek UFK Dniepropetrowsk, barwy którego bronił w juniorskich mistrzostwach Ukrainy (DJuFL). Karierę piłkarską rozpoczął w drużynie Hirnyk Krzywy Róg w 2007 roku. Latem 2008 został piłkarzem klubu Dnipro-75 Dniepropetrowsk, a w 2009 przeszedł do Krywbasu Krzywy Róg. Na początku 2012 wyjechał do Litwy, gdzie bronił barw pierwszoligowego klubu Kruoja Pokroje. Jesienią powrócił do domu i potem grał w Sławutyczu Czerkasy. Potem grał w amatorskim zespole WPK-Ahro Szewczenkiwka.